# Lepidosira bidentata
Lepidosira bidentata är en urinsektsart som beskrevs av John Tenison Salmon 1938. Lepidosira bidentata ingår i släktet Lepidosira och familjen brokhoppstjärtar. Inga underarter finns listade i Catalogue of Life.